# سمفونی پاستورال (فیلم)
سمفونی پاستورال (فرانسوی: La Symphonie pastorale‎) فیلمی در ژانر درام به کارگردانی ژان دولانوا است که در سال ۱۹۴۶ منتشر شد. از بازیگران آن می‌توان به پیر بلانشار، مونا دل، میشله مورگان و جین دسایی اشاره کرد. این فیلم برنده جایزه بزرگ جشنواره فیلم کن ۱۹۴۶ شده‌است.